# Dolbina
Genre
Le genre Dolbina  regroupe des insectes lépidoptères de la famille des Sphingidae, de la sous-famille des Smerinthinae, et de la tribu des Sphingulini.

## Description
Les imagos ont des antennes courtes, fines et en forme de crochet, finement velues, à la base basale plus longue que sur l'apex. Le pilifer, une structure dérivée du labrum, est réduit à un nodule qui porte quelques soies et écailles. Seule Dolbina inexacta n'a pas d'écailles sur elle. Le proboscis est régressé, tout comme les palpes. Les tibias n'ont pas d'épines, mais sur les ailes postérieures, deux paires d'éperons fortement réduits sont reconnaissables.

## Répartition et habitat
Répartition
Le répartition du genre est mondiale; en Europe seule l'espèce Dolbina elegans est représentée.

## Systématique
- Le genre a été décrit par l'entomologiste allemand Otto Staudinger, en 1877[1].
- L'espèce type est Dolbina tancrei.

### Synonymie
- Dolbinopsis Rothschild & Jordan, 1903
- Elegodolba Eitschberger & Zolotuhin, 1997

## Liste des espèces
- Dolbina borneensis - Brechlin, 2009
- Dolbina elegans - Bang-Haas 1912
- Dolbina exacta - Staudinger 1892
- Dolbina formosana - Matsumura, 1927
- Dolbina grisea - (Hampson 1893)
- Dolbina inexacta - (Walker 1856)
- Dolbina krikkeni - Roesler & Kuppers 1975
- Dolbina luzonensis - Brechlin, 2009
- Dolbina mindanaensis - Brechlin, 2009
- Dolbina paraexacta - Brechlin, 2009
- Dolbina schnitzleri - Cadiou 1997
- Dolbina tancrei - Staudinger 1887

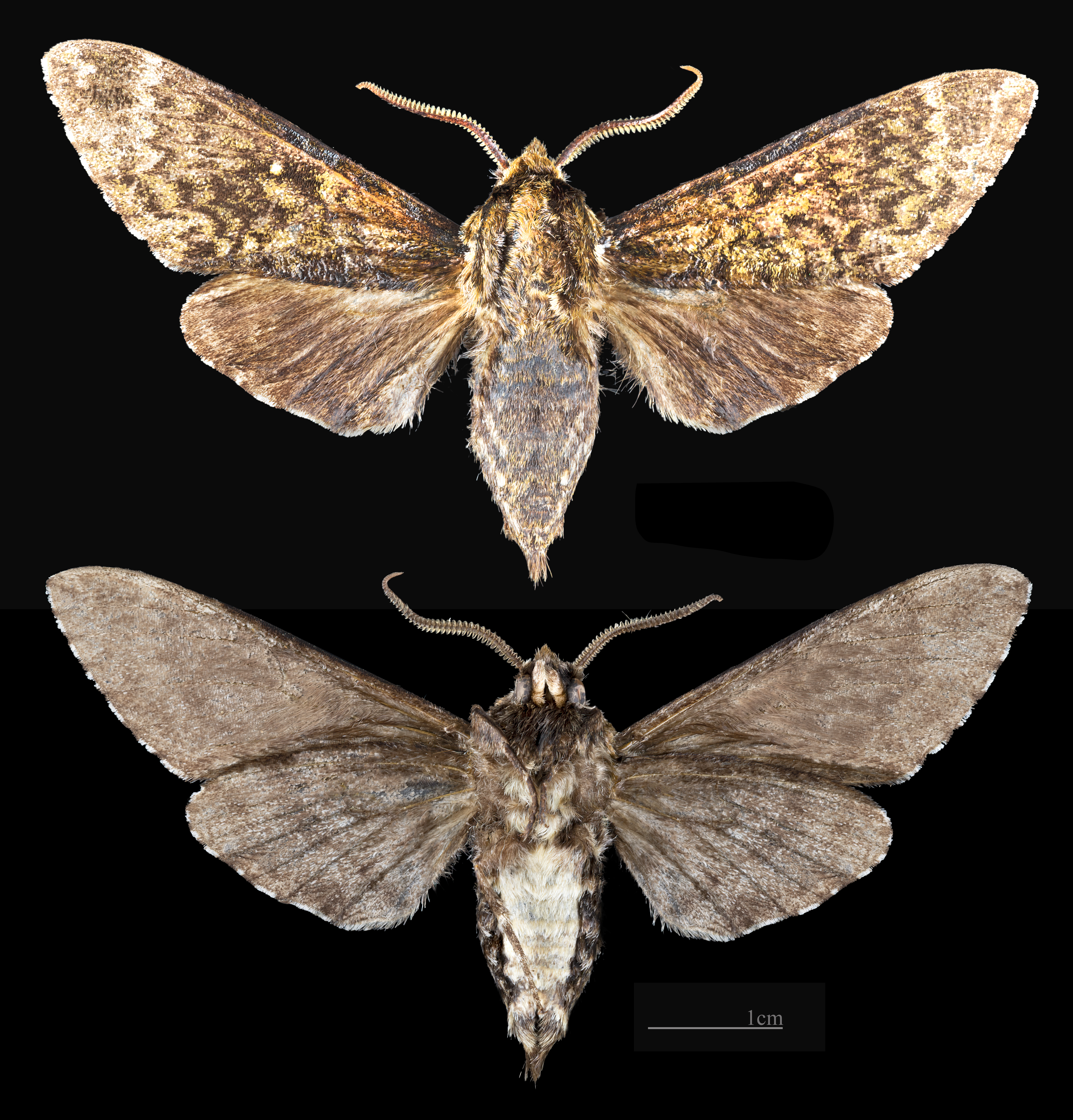
Dolbina exacta
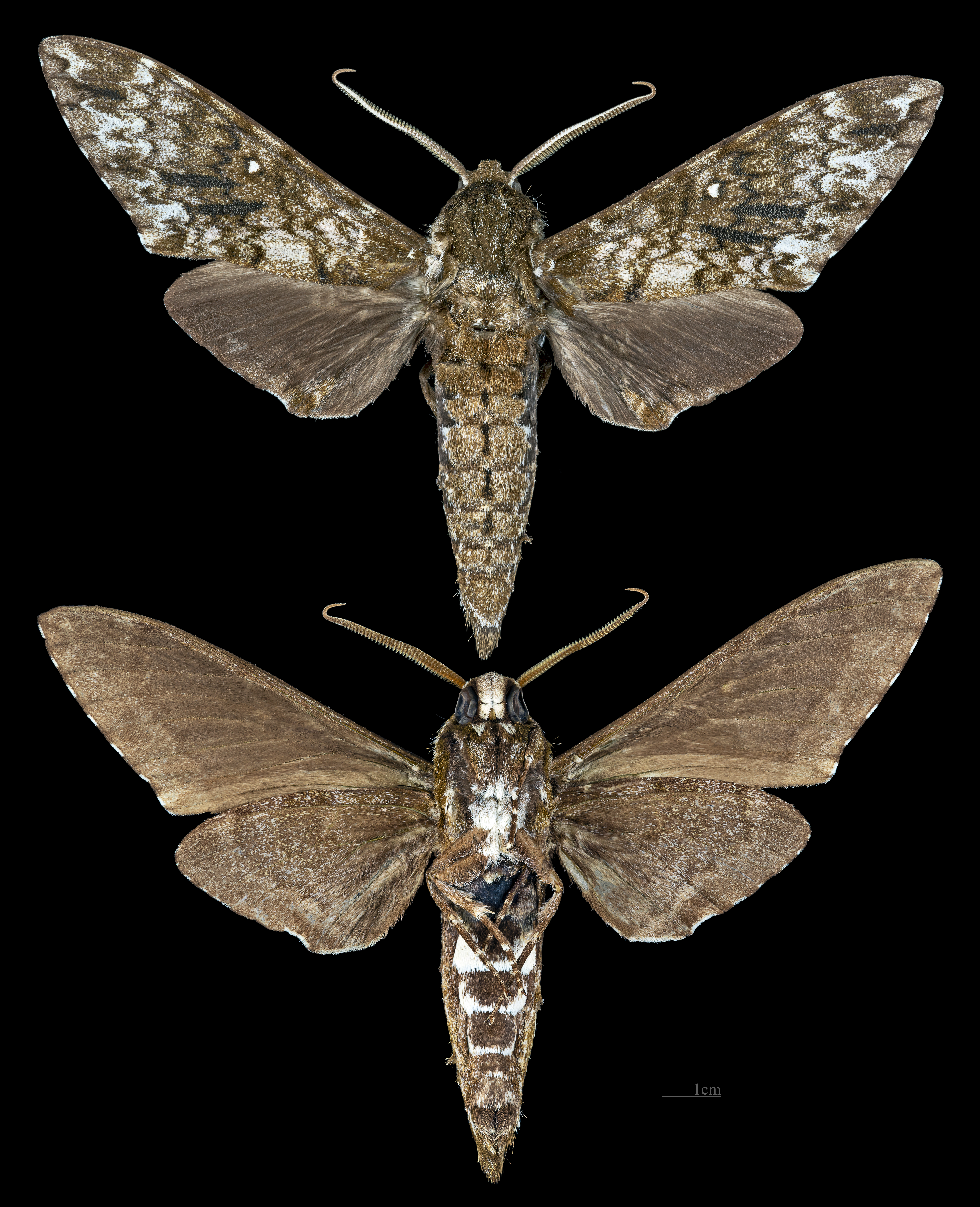
Dolbina inexacta
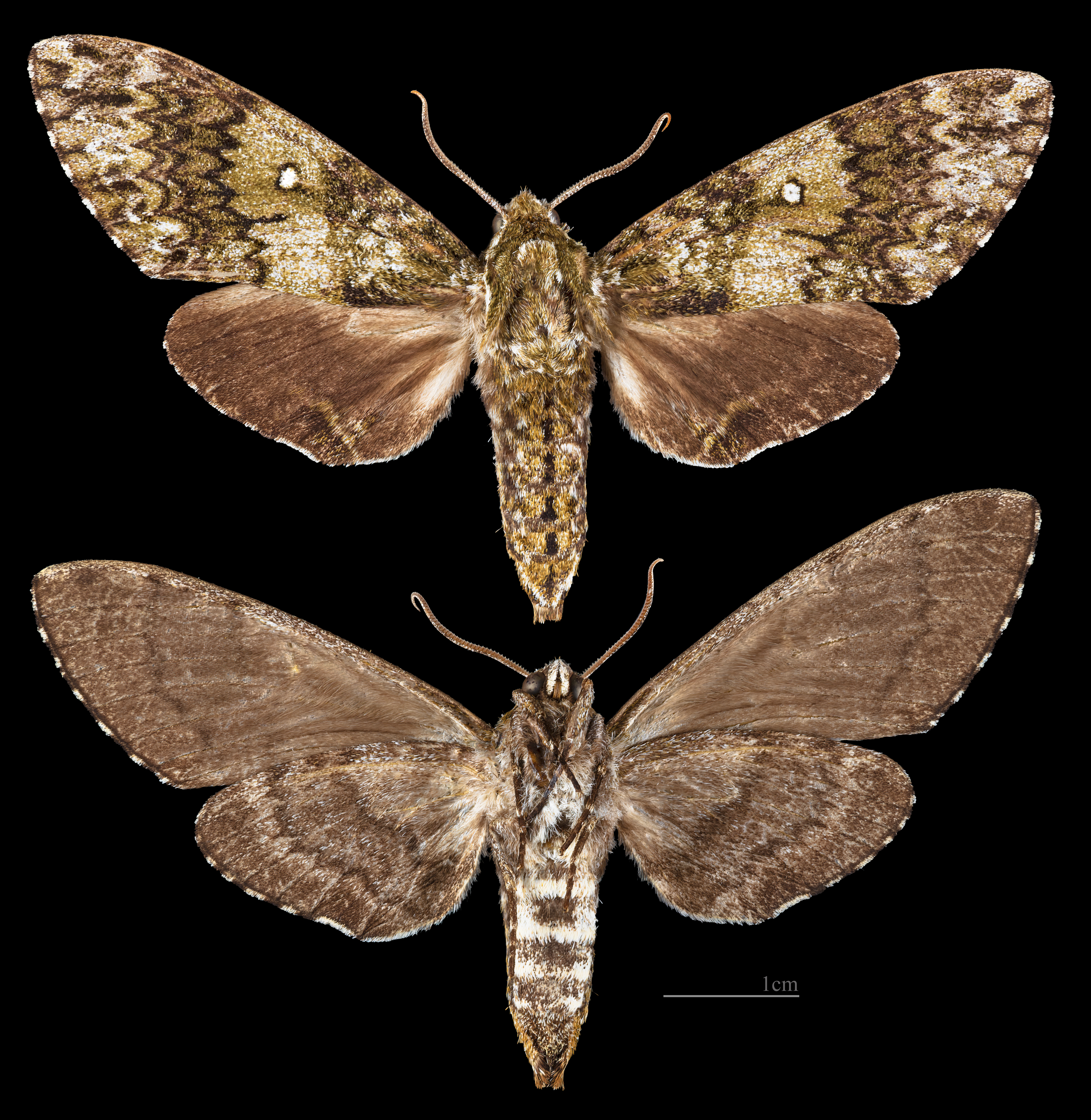
Dolbina tancrei